# Экономическое образование
Экономическое образование — это область науки об экономике, которая фокусируется на двух основных темах: текущее состояние и усилия по улучшению курсов обучения экономики, а также материалов и педагогических методов, используемых для обучения экономике на всех уровнях образования; исследования эффективности альтернативных методических приемов в области преподавания экономики, уровень экономической грамотности различных групп, и факторы, которые влияют на уровень экономической грамотности. Экономическое образование отличается от экономики образования, которая изучает экономику образовательных учреждений. Многочисленные организации в мире выделяют ресурсы на экономическое образование.
Экономическое образование — это подготовка специалистов для экономических служб предприятий и специальных экономических организаций (финансовых, банковских, статистических, аудиторских, маркетинговых и др.), а также формирование необходимого минимума профессиональных экономических знаний у специалистов различных отраслей экономики и широкого круга работников предпринимательских структур.

## Экономическое образование в Великобритании
В Соединённом Королевстве существует организация под названием Экономическая сеть (The Economics Network), которая является финансируемым правительством национальным проектом по поддержке экономического образования в контексте высшего образования. Также существует некоммерческая организация Economics & Business Education Association (EBEA) для поддержки экономического образования в контексте среднего образования.

## Экономическое образование в США
В Соединенных Штатах организации, основной целью которых является продвижение экономического образования, включают Национальный совет по экономическому образованию из своей всемирной сетью советов и центров, Фонд преподавания экономики и Junior Achievement. Американский Национальный центр научных исследований экономического образования является ресурсом для исследований и оценки экономического образования. Среди более широких американских организаций, которые вкладывают значительные ресурсы на экономическое образование, главной является Федеральная резервная система.

## Экономическое образование на Украине
Согласно данным Министерства образования и науки, 28,4% всех студентов получают специальности в сфере экономики, торговли и бизнеса.
Попытка создания украинского журнала западного образца под названием «Украинский экономический обзор» несколько лет назад завершилась неудачей. Отсутствие публикаций украинских ученых в западных экономических журналах указывает на серьезность проблемы.

## Научные журналы по экономическому образованию
Журналы, посвящённые теме экономического образования, включают Журнал экономического образования, Международный обзор экономического образования, Австралийский журнал экономического образования, и Обзор компьютеров в области экономики высшего образования (Computers in Higher Education Economics Review).